# 売木村

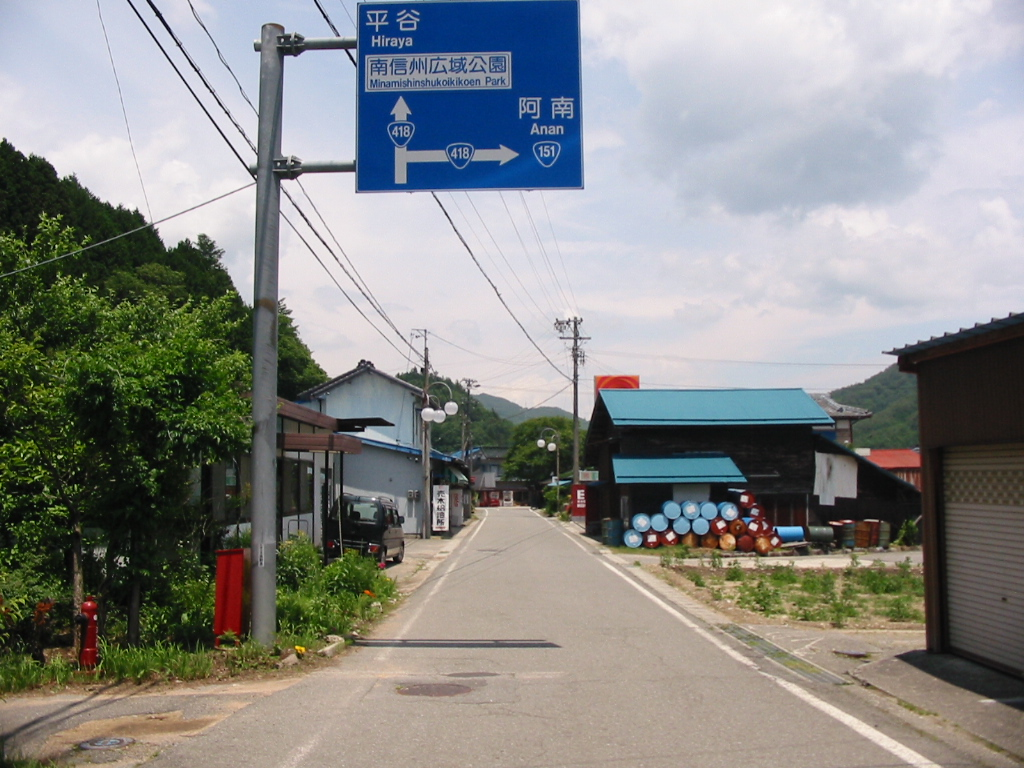
売木村中心部

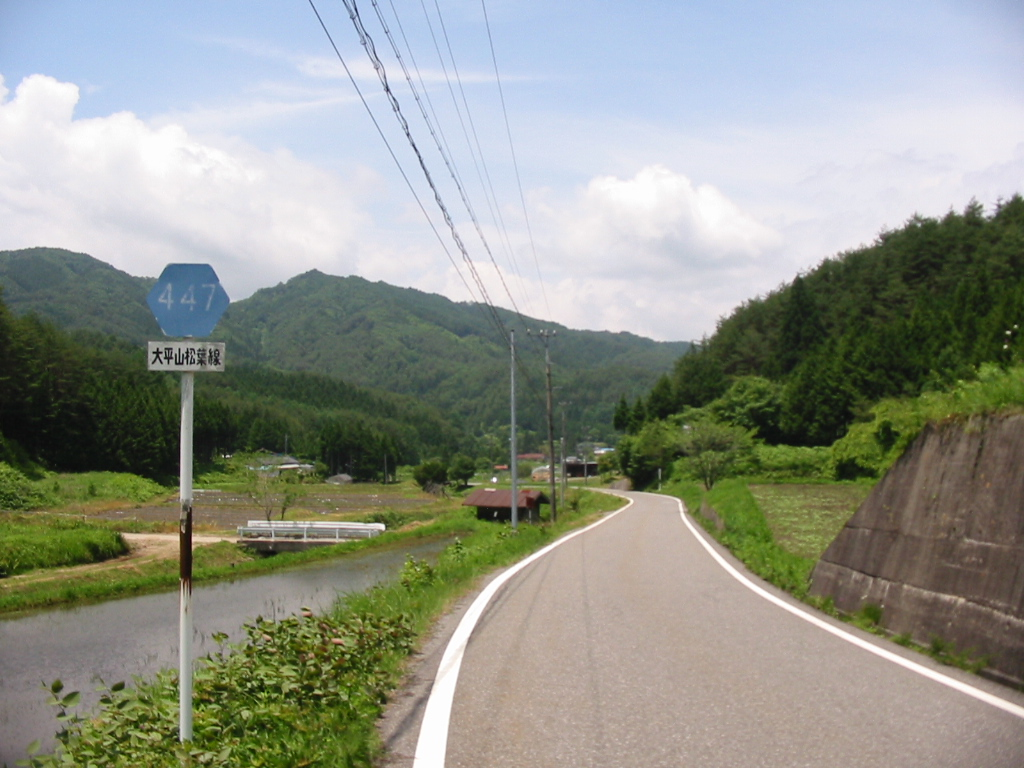
村内風景

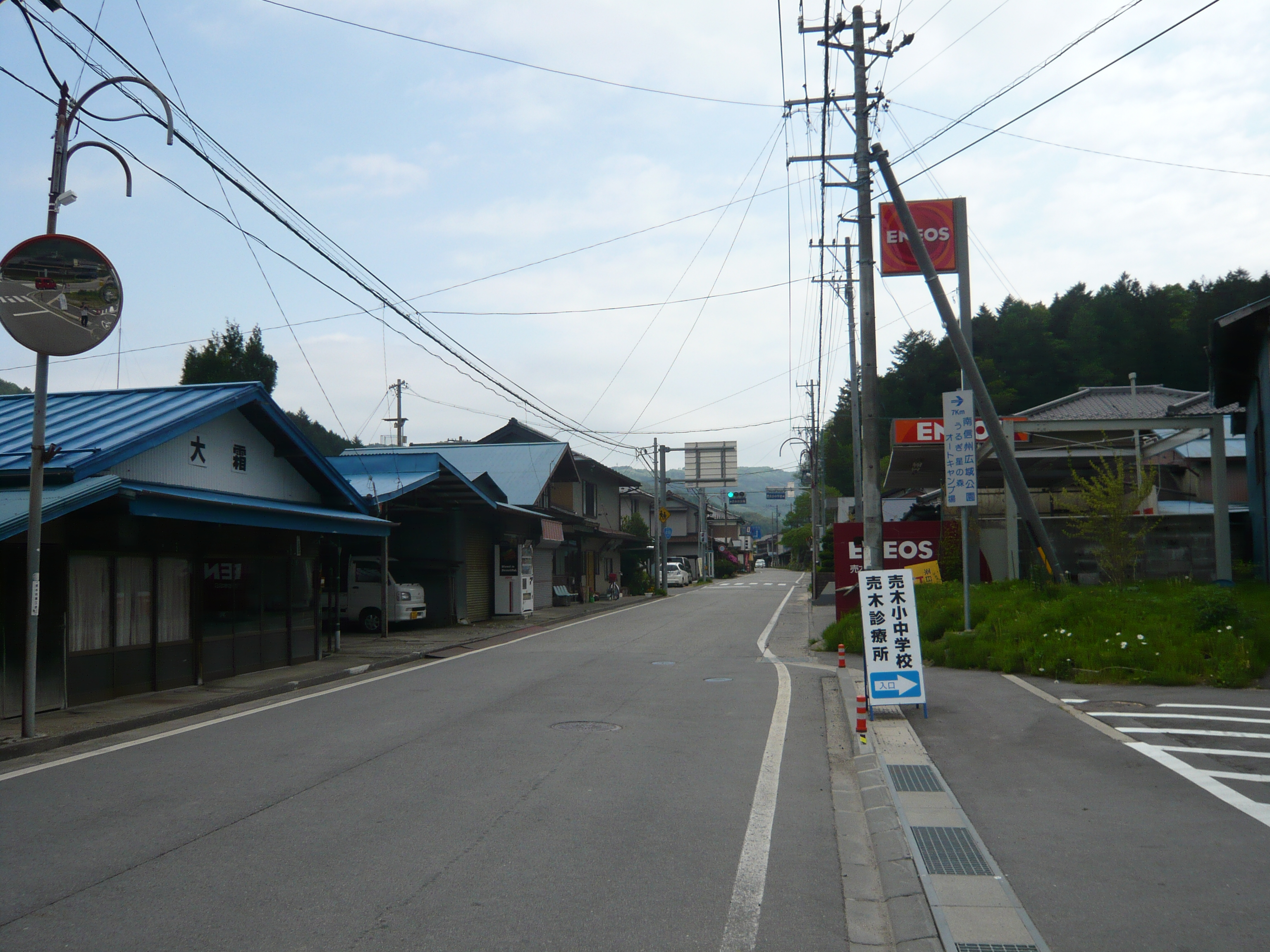
売木村中心部

売木村（うるぎむら）は、長野県下伊那郡の南端に位置する村。

## 地理
長野県の南端に位置する。標高1,000m級の山地に囲まれた山村であり、天竜川支流・売木川沿いの小盆地に集落が分布する。
中心集落の標高は約800m。

### 地形

#### 山地
主な峠
- 平谷峠

#### 河川
主な河川
- 売木川

#### 湖沼
主なダム
- 岩倉ダム

### 情報通信
- 郵便番号は村内一円で「399-1601」である。
- 電話番号の市外局番は「0260」（阿南MA）である。
- 村内は地上波放送の難視聴地域であり、地上デジタルテレビ放送及びFMラジオ放送は売木村CATV（うるぎコミュニケーションネットワーク：UCN）を通じて視聴するのが一般的である。

### 人口
| |                                        |  |
| 売木村と全国の年齢別人口分布（2005年） | 売木村の年齢・男女別人口分布（2005年） |  |
| ■紫色 ― 売木村 ■緑色 ― 日本全国 | ■青色 ― 男性 ■赤色 ― 女性              |  |
| 売木村（に相当する地域）の人口の推移 \| 1970年（昭和45年） \| 1,024人 \| \| \| 1975年（昭和50年） \| 953人 \| \| \| 1980年（昭和55年） \| 828人 \| \| \| 1985年（昭和60年） \| 788人 \| \| \| 1990年（平成2年） \| 743人 \| \| \| 1995年（平成7年） \| 756人 \| \| \| 2000年（平成12年） \| 741人 \| \| \| 2005年（平成17年） \| 735人 \| \| \| 2010年（平成22年） \| 656人 \| \| \| 2015年（平成27年） \| 575人 \| \| \| 2020年（令和2年） \| 548人 \| \| |                                        |  |
| 総務省統計局 国勢調査より |                                        |  |
| 1970年（昭和45年） | 1,024人                                |  |
| 1975年（昭和50年） | 953人                                  |  |
| 1980年（昭和55年） | 828人                                  |  |
| 1985年（昭和60年） | 788人                                  |  |
| 1990年（平成2年） | 743人                                  |  |
| 1995年（平成7年） | 756人                                  |  |
| 2000年（平成12年） | 741人                                  |  |
| 2005年（平成17年） | 735人                                  |  |
| 2010年（平成22年） | 656人                                  |  |
| 2015年（平成27年） | 575人                                  |  |
| 2020年（令和2年） | 548人                                  |  |

### 隣接する自治体
長野県
- 下伊那郡阿南町
- 下伊那郡根羽村
- 下伊那郡平谷村

愛知県
- 北設楽郡豊根村

## 歴史

### 沿革
- 1889年（明治22年）4月1日 - 町村制の施行により、和合村・売木村の区域をもって豊村が発足。
- 1948年（昭和23年）7月1日 - 豊村が分割され、大字売木の区域をもって発足（残部は和合村を経て現・阿南町）。

## 政治

### 行政
村長
- 清水秀樹（2012年7月10日就任、4期目）

### 議会
村議会
- 議員定数：7人

## 施設

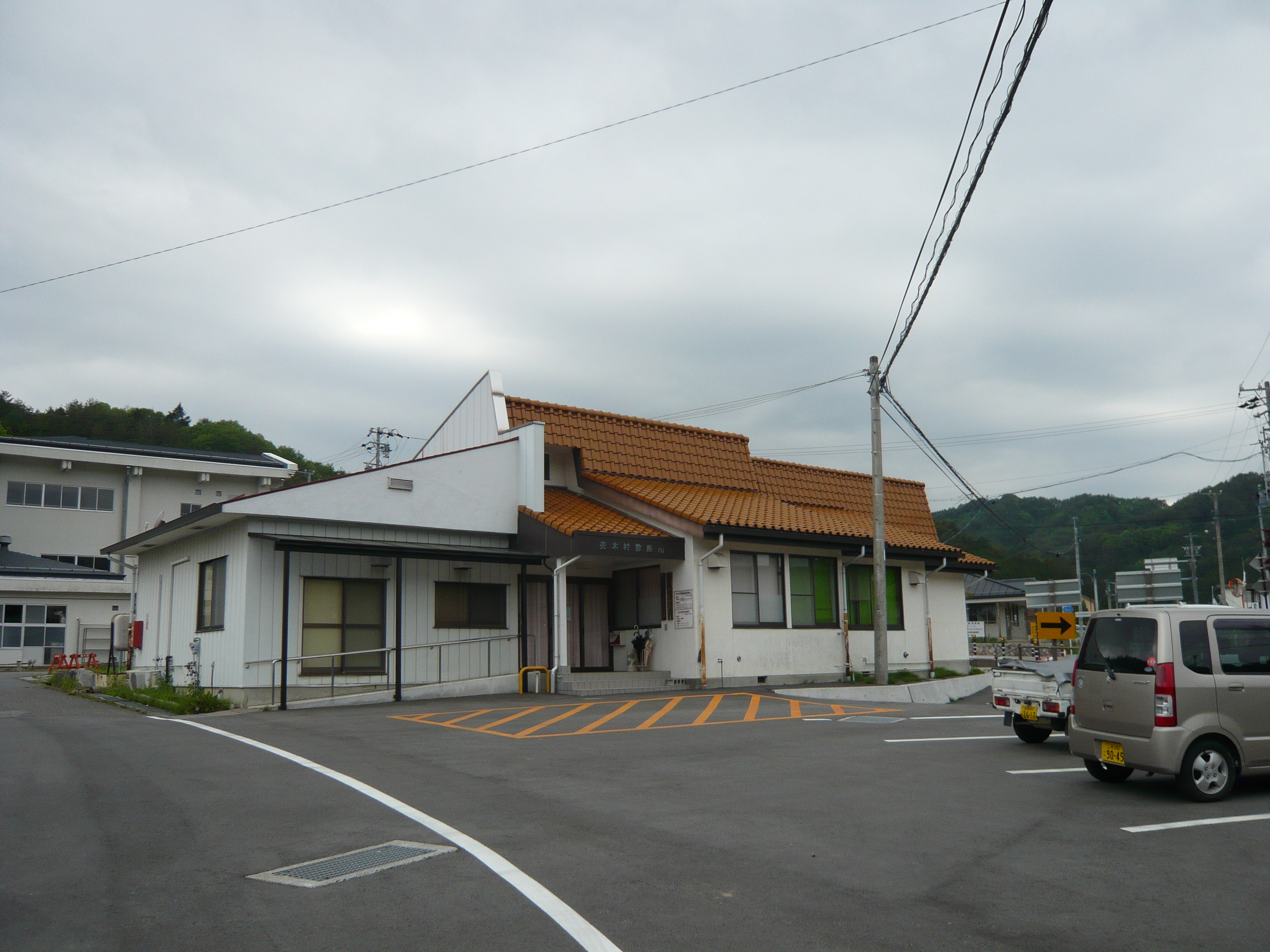
売木診療所

### 警察
本部
- 長野県警察 阿南警察署

駐在所
- 売木村駐在所

### 医療
主な医療施設
- 売木診療所

## 姉妹都市･提携都市
- 2018年現在、姉妹都市･提携都市は無い。

## 経済

### 特産品
- トウモロコシ
- 米
- シイタケ
- ミョウガ
- アマゴ（魚）

## 交通

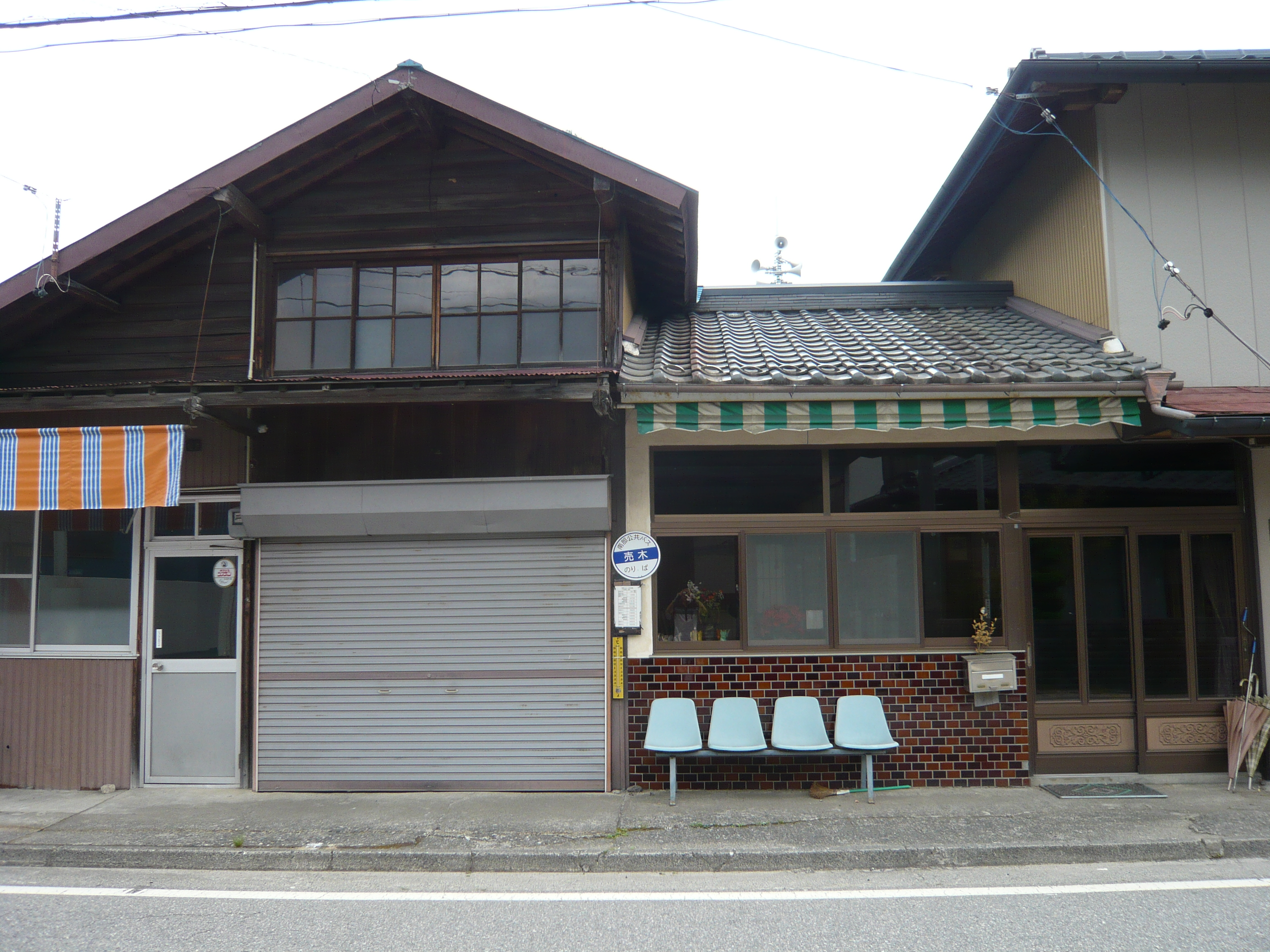
売木バス停

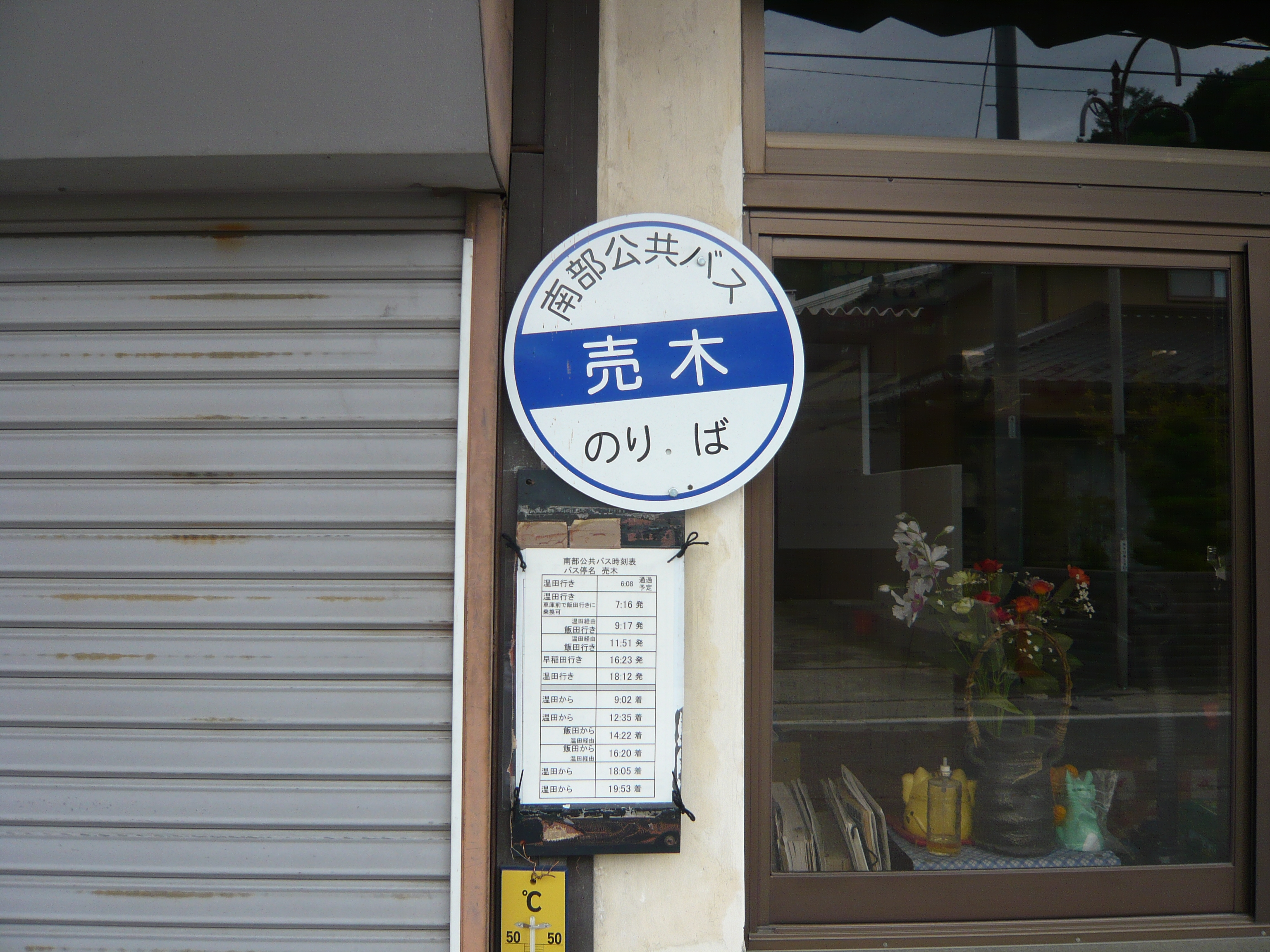
売木バス停拡大

### 鉄道
村内を鉄道路線は走っていない。鉄道を利用する場合は、JR東海飯田線飯田駅あるいは温田駅から路線バスを利用する。そのほかは同じく飯田線の鶯巣駅が最寄りとなるがタクシーや自家用車の利用となる。

### バス
南部公共バス 温田線・阿南線
- こまどりの湯 - 売木 - 伝承センター前 - 帯川 - 和知野入口 - 車庫前 - 温田駅前 - 車庫前 - 雲雀沢 - 川路駅 - 飯田駅前 - 飯田病院前
  - 売木 → 温田駅方面：1日6便

※ うち3便は「温田駅前」止り、2便は「温田駅」経由「飯田病院前」行き、1便は「車庫前」止り
  - 温田駅 → 売木方面：1日7便

※ うち4便は「温田駅前」始発、2便は「飯田病院前」始発「温田駅」経由、1便は「川路駅」始発（温田駅は経由しない）

### 道路
国道
- 国道418号（一般国道）

県道
- 長野県道46号阿南根羽線（主要地方道）
- 長野県道・愛知県道74号阿南東栄線（主要地方道）
- 長野県道447号大平山松葉線（一般県道）

### ナンバープレート
南信州ナンバー
2025年5月7日以降、飯田市、下伊那郡各町村とともに、ご当地ナンバーである南信州ナンバーが割り当てられている。

## 教育

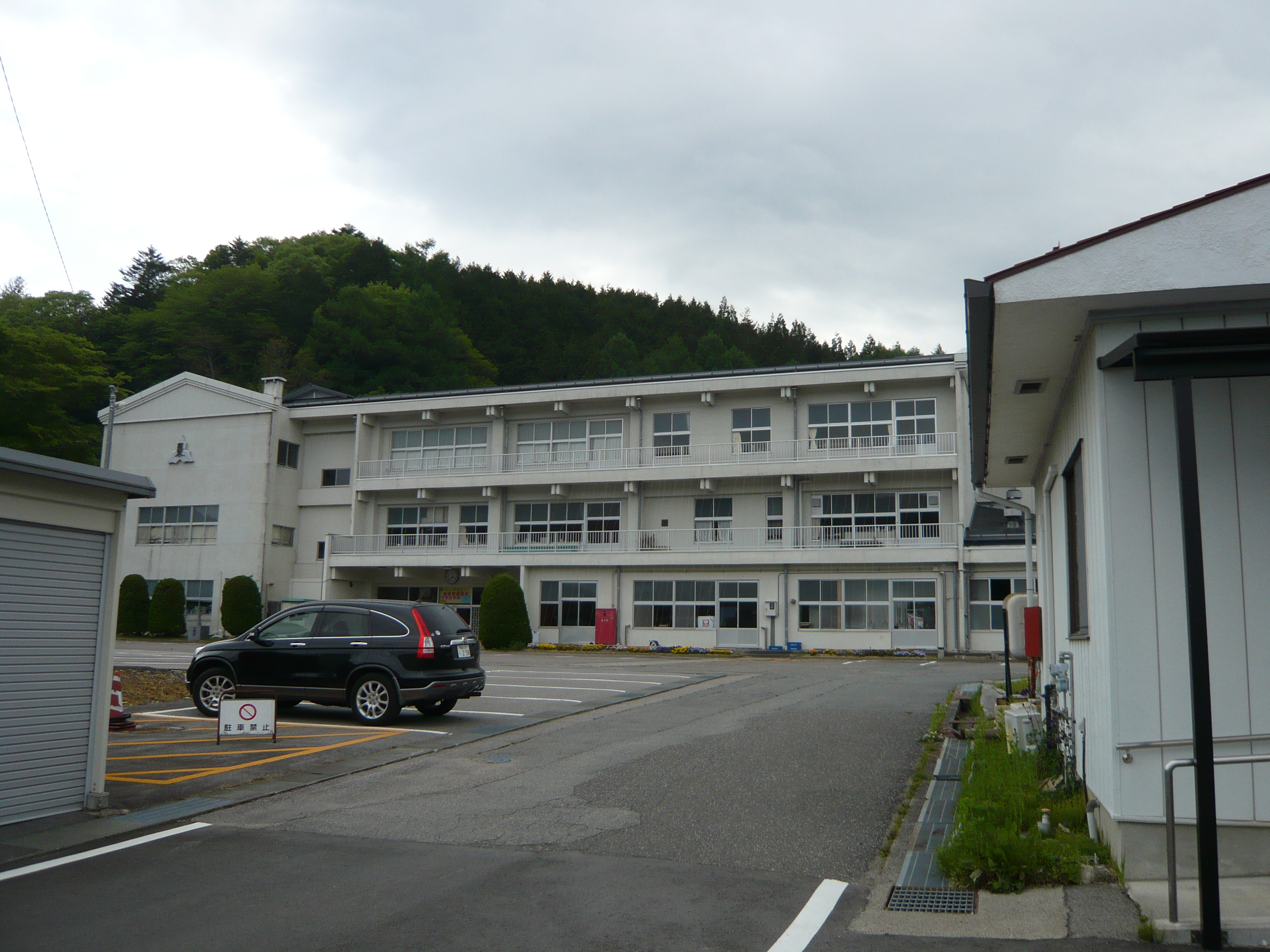
売木小中学校

### 中学校
村立
- 売木村立売木中学校

### 小学校
村立
- 売木村立売木小学校

## 観光

### 名所･旧跡
主な寺院
- 寶藏寺（曹洞宗）

### 観光スポット
- 道の駅南信州 うるぎ
- こまどりの湯
- ペンション風の森
- うるぎ自然休養村センター別館ささゆり荘
- 湯元遊星館
- 農家ゲストハウス ポレポレ
- 岩倉キャンプ村
- 岩倉ダム
- 岩倉ダムキャンプ場
- うるぎ星の森オートキャンプ場
- レストハウスりんどう
- お食事処ありがとう
- カフェ＆ギャラリーのの庵
- 星ふる里名店街
- うるぎ村自然休養管理センター
- アテビ平小鳥の森

## 文化

### 祭事･催事
- うるぎ星の森音楽祭
- お練り祭り
- 念仏講

## 出身有名人
- 四代目月の家圓鏡（落語家）

ゆかりのある人物
- 重見高好（陸上選手）